# Orrknipptjärnarna (Storsjö socken, Härjedalen, 697473-135279)
Orrknipptjärnarna är en sjö i Bergs kommun i Härjedalen och ingår i Ljungans huvudavrinningsområde. Sjön har en area på 0,0582 kvadratkilometer och ligger 821,7 meter över havet.

## Delavrinningsområde
Orrknipptjärnarna ingår i det delavrinningsområde (697390-135537) som SMHI kallar för Ovan 697017-135725. Medelhöjden är 705 meter över havet och ytan är 25,05 kvadratkilometer. Räknas de 6 avrinningsområdena uppströms in blir den ackumulerade arean 61,63 kvadratkilometer. Tandån som avvattnar avrinningsområdet har biflödesordning 2, vilket innebär att vattnet flödar genom totalt 2 vattendrag innan det når havet efter 321 kilometer. Avrinningsområdet består mestadels av skog (76 procent) och sankmarker (13 procent). Avrinningsområdet har 0,23 kvadratkilometer vattenytor vilket ger det en sjöprocent på 0,9 procent.